# Nagari Ampek Koto Palembayan
Nagari Ampek Koto Palembayan is een bestuurslaag in het regentschap Agam van de provincie West-Sumatra, Indonesië. Nagari Ampek Koto Palembayan telt 4372 inwoners (volkstelling 2010).